# 四条隆郷
四条隆郷（しじょう たかさと、嘉暦元年（1326年） - 応永17年（1410年）2月12日）は、室町時代前期の公卿。法名は宗怡。

## 官歴
- 延文3年（1358年）：従三位
- 貞治6年（1367年）：正三位
- 応安3年（1370年）：左兵衛督
- 応安4年（1371年）：従二位
- 康暦元年（1379年）：参議
- 至徳3年（1386年）：権中納言
- 嘉慶元年（1387年）：正二位
- 嘉慶2年（1388年）：権大納言
- 応永2年（1395年）：従一位

## 系譜
- 父：四条隆宗
- 子：四条隆直